# Feodora zu Hohenlohe-Langenburg (1839–1872)

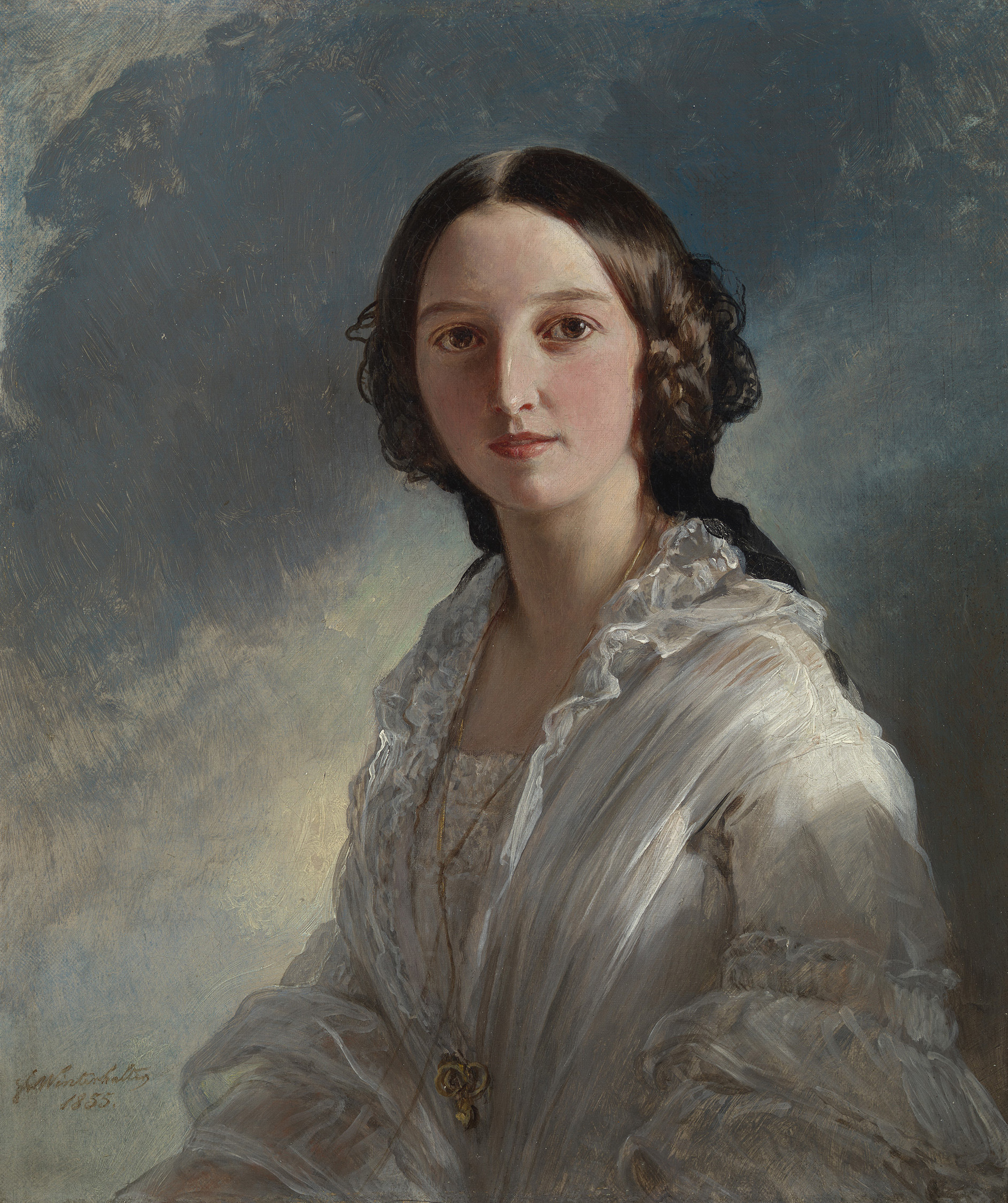
Feodora, Herzogin von Sachsen-Meiningen

Feodora Victoria Adelheid zu Hohenlohe-Langenburg (* 7. Juli 1839 in Stuttgart; † 10. Februar 1872 in Meiningen) war eine Prinzessin zu Hohenlohe-Langenburg und durch Heirat Herzogin von Sachsen-Meiningen.

## Biografie
Feodora war eine Tochter des Fürsten Ernst I. zu Hohenlohe-Langenburg (1794–1860) aus dessen Ehe mit Feodora (1807–1872), einziger Tochter des Fürsten Emich Carl zu Leiningen. Ihre Mutter war die Halbschwester der britischen Königin Victoria (1819–1901).
Feodora heiratete am 23. Oktober 1858 in Langenburg Herzog Georg II. von Sachsen-Meiningen (1826–1914); Vater zweier Kinder und seit 1855 Witwer. Die 19-Jährige Herzogin war in keiner Weise auf diese Rolle vorbereitet, galt als verwöhnt, musisch desinteressiert und wenig intelligent. Die Ehe wurde weniger harmonisch.
Feodora gründete in Meiningen einen Zweig des sächsischen „Albert-Vereins“. Der Anschluss Meiningens an diesen vaterländischen Frauenverein legte den Grundstein für die spätere Rotkreuz-Schwesternschaft. Nach dem Tod ihres letzten Kindes zog sie sich aus Meiningen zurück. Feodora starb 32-jährig an Scharlach. Nach der Herzogin ist die Villa Feodora in Bad Liebenstein, die Georg 1860 bis 1862 durch den Architekten Ludwig Lange errichten ließ, sowie die Feodorenstraße in Meiningen benannt. Die Herzogin gab 1866 das Feodorenhospital im Sachsen-meiningischen Bad Liebenstein in Auftrag.

## Nachkommen
Aus ihrer Ehe hatte Feodora folgende Kinder:
- Ernst (1859–1941)

⚭ 1892 Katharina Jensen (1875–1945), „Freifrau von Saalfeld“ 1892
- Friedrich (1861–1914)

⚭ 1889 Prinzessin Adelheid zur Lippe-Biesterfeld (1870–1948)
- Viktor (*/† 1865)